# St. Galler Management-Modell
Das St. Galler Management-Modell (SGMM) ist ein in den 1960er Jahren an der Universität St. Gallen entwickelter Management-Bezugsrahmen, der 1972 von Hans Ulrich, dem Wegbereiter der systemorientierten Managementlehre im deutschsprachigen Raum, gemeinsam mit Walter Krieg erstmals publiziert und später zunächst von Knut Bleicher (1991) und Johannes Rüegg-Stürm (2002) weiterentwickelt wurde. Allgemeinere Bekanntheit hat die 1991 durch Knut Bleicher hervorgehobene Gliederung der Aufgaben der Unternehmensführung in drei Ebenen gefunden: das normative Management, das strategische sowie das operative Management. Diese drei Ebenen entsprechen u. a. den Systemen 3, 4 und 5 des Viable System Models.

## Geschichte
Das Modell entwickelte sich vor dem Hintergrund des seit den 1950er Jahren gehegten, angesichts des Kalten Krieges noch verstärkten Wunsches, einen Ordnungsrahmen für ein verantwortungsvolles Führungshandeln zu schaffen. In den 1960er Jahren flossen Denkansätze der Kybernetik in das Modell ein.

### Das Neue St. Galler Management-Modell (NSGMM)
In den 1980er Jahren wurde diese mechanistisch-kontrollorientierte Sicht überwunden; stattdessen wurde ein integratives und interdisziplinäres Modell entwickelt, das eher Entwicklungsprozesse betonte.
Das Neue St. Galler Management-Modell (NSGMM) bezieht darüber hinaus die Interaktion mit Umwelt und Stakeholdern ein und ist dadurch kommunikationsorientiert.
Das aktuelle St. Galler Management-Modell der 4. Generation hat eine systemische und unternehmerische Ausrichtung und differenziert dabei Management in operative, strategische und normative Aspekte. Zugleich zeigt es Management und Organisation in ihrem dynamischen Zusammenspiel mit der Umwelt und konzeptualisiert Management nun als reflexive Gestaltungspraxis.
Die Rechte am St. Galler Management-Modell gehören dem Malik Management Zentrum St. Gallen, das sie der Universität St. Gallen zur Nutzung überlassen hat.

## Drei Ebenen des Managements

### Normatives Management
Als normatives Management (begründend) wird die oberste der drei Managementebenen des St. Galler Management-Modells bezeichnet.
Diese Ebene „beschäftigt sich mit den generellen Zielen der Unternehmung, mit Prinzipien, Normen und Spielregeln, die darauf ausgerichtet sind, die Lebens- und Entwicklungsfähigkeit der Unternehmung zu ermöglichen.“
Dabei geht es vor allem um die ethische Legitimation der unternehmerischen Tätigkeit angesichts konfligierender Anliegen und Interessen der verschiedenen Anspruchsgruppen (Stakeholder).
Auf der normativen Managementebene – so das Modell – sollte eine Organisation ihre Unternehmenspolitik, Leitsätze/Leitlinien, Grundsätze und Unternehmensstandards festlegen.
Vgl. hierzu auch „Verantwortung der obersten Leitung“ in DIN EN ISO 9000/9001. Im Detail: Kapitel 5 von ISO 9001:2008 „Verantwortung der Leitung“ wurde in ISO 9001:2015 umbenannt in Kapitel 5 „Führung“.

### Strategisches Management
Das strategische Management (ausrichtend) ist die mittlere der drei Managementebenen des St. Galler Management-Modells.
Auf der strategischen Managementebene entwickelt eine Organisation Vorgehensweisen, um ihre im normativen Management definierten Leitsätze zu verfolgen und Ziele zu erreichen. Solche Geschäftsstrategien werden beispielsweise in einem Geschäftsplan formuliert. Das Ziel ist die Etablierung langfristiger Wettbewerbsvorteile durch eine im Vergleich zur Konkurrenz überlegene Grundkonfiguration der Unternehmung.
Die Umsetzung der Strategien obliegt dem operativen Management.

### Operatives Management
Das sogenannte operative (ausführende oder vollziehende) Management ist im St. Galler Management-Modell die sogenannte „unterste“ von drei Managementebenen.
Hier werden die Inhalte, die im strategischen Entwicklungsprozess erarbeitet wurden, im Alltagsgeschehen umgesetzt, wobei unvorhergesehene Störfaktoren beachtet werden müssen. Die Strategie hilft bei der Annahme und Ablehnung von Opportunitäten – sie bildet sozusagen die Leitplanken, innerhalb derer Entscheide auf operativer Ebene gefällt werden.
Auf der operativen Managementebene einer Organisation erfolgen die Führung der Mitarbeiter und/oder der Nachunternehmen, die Bereitstellung der Mittel (Ressourcen) sowie die Planung, Steuerung, Überwachung und Qualitätssicherung der Geschäftsprozesse. Die operative Planung setzt strategische Vorgaben um. Sie ist kurzfristig angelegt, ihre Dauer umfasst bis zu einem Jahr. Sie ist detailliert, relativ genau und enthält alle Einzelziele.
Das operative Management ist auch für den sozialen Aspekt der Mitarbeiterführung, das kooperative Verhalten und die vertikale und horizontale Kommunikation verantwortlich.

## Neues St. Galler Management-Modell (NSGMM)

Die sechs Grundkategorien des neuen St. Galler Management-Modell

Das überarbeitete Modell ist seit 2002 als „Neues St. Galler Management-Modell“ oder auch „HSG-Ansatz einer integrierten Managementlehre“ bekannt. Das Motiv für die Erneuerung resultiert zum einen aus dem Streben nach Integration und Ganzheitlichkeit, zum anderen aus der Entwicklung eines Denkmusters für den Umgang mit Weiterbildung, Forschung und Lehre.
Hans Ulrich und seinem Team war bewusst, dass ein funktionierendes Managementsystem sich nicht nur an der reinen Wissenschaft orientieren kann, sondern auch den Anforderungen der Realität entsprechen muss.
Im neuen St. Galler Managementsystem werden sechs zentrale Kategorien unterschieden. Auf der einen Ebene stehen die Kategorien, die sich auf das gesellschaftliche und ökologische Umfeld beziehen:
- Umweltsphären,
- Anspruchsgruppen und
- Interaktionsthemen,

Auf der anderen Ebene stehen die Kategorien, die sich auf die Innensicht der Organisation beziehen:
- Ordnungsmomente,
- Prozesse und
- Entwicklungsmodi.

Hans Ulrich führte mit der Entwicklung des ersten SGMM den Begriff „Leerstellengerüst für Sinnvolles“ ein. Damit zeigt sich das St. Galler Modell als Gestaltungsrahmen für Führungskräfte, um das eigene Unternehmen als ganzheitlich zu erkennen und daraus Probleme zu identifizieren und zu lösen. Darüber hinaus soll das Leerstellengerüst genügend Flexibilität bieten, weitere Methoden und Lösungsansätze zu implementieren.

### Umweltsphären
Umweltsphären bezeichnen relevante Bezugsräume im Umfeld der Unternehmung. Das Unternehmen steht in Wechselwirkung mit den Elementen dieser Systeme, weshalb diese sehr genau auf Trends und Veränderungen hin zu analysieren sind. Die Gesellschaft stellt die umfassendste dieser Sphären dar. Wichtig sind jedoch auch die Technologie, Wirtschaft und die Ökologie.

### Anspruchsgruppen
Anspruchsgruppen bezeichnen alle Gruppen und Individuen, die in irgendeiner Form von der Wert- oder Schadschöpfung der Unternehmen betroffen sind. Aus dem Wertbeitrag für diese Stakeholder ergibt sich erst der Zweck einer Unternehmung. Ansprüche verschiedener Parteien sind jedoch notwendigerweise konfliktbeladen, weshalb die Unternehmung im Rahmen des normativen Orientierungsprozesses Regeln und Verfahren finden muss, um eine Priorisierung vorzunehmen.

### Interaktionsthemen
„Mit Interaktionsthemen werden Gegenstände der Austauschbeziehungen zwischen Anspruchsgruppen und Unternehmung bezeichnet, um die sich die Kommunikation der Unternehmung mit ihren Anspruchsgruppen dreht“. Dies sind Normen und Werte, Anliegen und Interessen sowie Ressourcen. Dabei bezeichnen Werte grundlegende Ansichten über ein erstrebenswertes Leben, Normen bauen darauf auf und bezeichnen explizite Gesetze und Regelungen. Interessen bezeichnen den unmittelbaren Eigennutz, Anliegen hingegen verallgemeinerungsfähige Ziele. Diesen personen- und kulturgebundenen Elementen stehen die objektgebundenen Ressourcen gegenüber.

### Prozessperspektive

Die wichtigsten Prozesskategorien des neuen St. Galler Management-Modells

Das St. Galler Management-Modell begreift eine Unternehmung als ein System von Prozessen. Prozesse sind routinierte Abläufe, die das Alltagsgeschehen einer Unternehmung prägen. In der überlegenen Beherrschung dieser Routinen, vor allem in einer kurzen Prozesszeit, liegt eine wichtige Voraussetzung für unternehmerischen Erfolg.
Es wird unterschieden zwischen Managementprozessen, Geschäftsprozessen und Unterstützungsprozessen:
- Managementprozesse – Managementprozesse umfassen alle grundlegenden Aufgaben, die mit der „Gestaltung, Lenkung (Steuerung) und Entwicklung von zweckorientierten soziotechnischen Organisationen“[7] zu tun haben. Dabei wird unterschieden zwischen normativen Orientierungsprozessen, strategischen Entwicklungsprozessen und operativen Führungsprozessen.

- Geschäftsprozesse – Geschäftsprozesse verkörpern die Kernaktivitäten einer Unternehmung, die unmittelbar auf Kundennutzen ausgerichtet sind. Sie umfassen die Kundenprozesse (Markenführungsprozesse, Kundenakquisitionsprozesse und Kundenbindungsprozesse), die Leistungserstellungsprozesse sowie die Leistungsinnovationsprozesse.

- Unterstützungsprozesse – Hier werden unternehmensinterne Dienstleistungen für einen effektiven Vollzug der Geschäftsprozesse vollbracht. Dazu gehören zum Beispiel Prozesse der Bildungsarbeit (Lernprozesse) und der Personalarbeit (Weiterbildungsprogramme).

### Ordnungsmomente
Das Alltagsgeschehen, das in Form der Prozesse abläuft, verlangt nach einer kohärenten Ausrichtung und Sinngebung. Diese Funktionen erfüllen die Ordnungsmomente. Sie ergeben sich explizit und implizit aus dem Alltagsgeschehen und strukturieren dieses wiederum. Es besteht also ein zirkulärer Zusammenhang zwischen Prozessen und Ordnungsmomenten. Die Teilbereiche sind Strategie, Strukturen und Kultur.

#### Strategie
Wie bereits erwähnt, beruht die Strategie auf langfristigen Entscheidungen, die dem Aufbau von Wettbewerbsvorteilen dienen. Die Strategie als Ordnungsmoment bezeichnet dabei die inhaltliche Dimension („Was?“). Sie sollte dabei über die Anliegen, Bedürfnisse und Kommunikationsformen der Anspruchsgruppen (Stakeholder), das Leistungsangebot, den Fokus der Wertschöpfung, mögliche Kooperationsfelder sowie Kernkompetenzen Auskunft geben. Der strategische Entwicklungsprozess (siehe Managementprozesse) konzentriert sich demgegenüber auf das „Wie?“: Wie soll der Generierungsprozess ausgestaltet sein? Wie werden die Inhalte effektiv auf den verschiedenen Ebenen kommuniziert und vergemeinschaftlicht?

#### Strukturen
Strukturen werden benötigt, um das nötige Maß an Arbeitsteilung in Arbeits- und Handlungssystemen zu definieren, und darauf diese Teilbereiche effektiv zu koordinieren. Dies geschieht durch Aufbaustrukturen (Organigramm) und Ablaufstrukturen (Festlegung, welche Aufgaben in welcher Abfolge zu erledigen sind, zum Beispiel in Form eines Prozessplans). Das Management kann hier vergleichsweise einfach Veränderungen bewirken, da es sich um explizit festgelegte Sachverhalte handelt.

#### Kultur
Kultur bezeichnet die impliziten, hintergründigen Strukturen einer Unternehmung. Dazu gehören Normen und Werte, Einstellungen, Haltungen und Argumentationsmuster. Durch die Arbeitsteilung kommt es zu einer Ausdifferenzierung der Kultur innerhalb der Unternehmung. In der Kultur kann ein wesentlicher Erfolgsfaktor einer Unternehmung begründet sein, da ihre Elemente auch von ihren Trägern schwer in Worte gefasst werden und daher nur schwer von anderen Unternehmen kopiert werden können. Für das Management stellt es eine große Herausforderung dar, auf die gewachsene Unternehmenskultur einzuwirken, da sie im Gegensatz zur formalen Organisationsstruktur organisch und unbewusst in Verhalten und Denken der Mitarbeiter verankert ist.

### Entwicklungsmodi
Entwicklungsmodi bezeichnen die verschiedenen Arten der Weiterentwicklung einer Unternehmung. Die kontinuierliche, ständig ablaufende Verbesserung des Bestehenden wird dabei als Optimierung bezeichnet, während die diskontinuierliche, nur sprunghaft stattfindende Schaffung von völlig Neuem durch Erneuerung repräsentiert wird.

## Abgrenzung zu anderen Managementkonzepten
Das St. Galler Management-Modell grenzte sich mit seinen systemtheoretischen Grundlagen explizit von der früheren betriebswirtschaftlichen Lehre des rein wirtschaftlichen zweckgerichteten Rationalhandelns ab, vom autoritären Harzburger Modell durch die Betonung von Selbststeuerung und Rückmeldung, was damals im deutschsprachigen Raum bahnbrechend war.
Das SGMM ist ein komplexes Modell, systemtheoretisch geprägt und wird als integriertes Managementsystem interpretiert. Es handelt sich um den Entwurf eines offenen Systems, das auf Rückmeldung und Kommunikation angewiesen ist, um daraus Schwachstellen aufzudecken und diese zu optimieren. Daher werden vor allem reflexionsfähige, rückmeldefreudige Leistungsträger gefördert.
Von anderen, produktionsorientierten, Systemen wie zum Beispiel dem DaimlerChrysler Produktionssystem (DCPS) oder dem Toyota-Produktionssystem (TPS) grenzt sich das SGMM durch die Betonung der Aspekte der Entwicklung durch Aus- und Weiterbildung ab. Zudem konzentrieren sich diese Systeme stärker auf Produktion und Prozessmanagement.
Die produktionsorientierten Systeme sind geschlossener gestaltet und lassen durch die strikte Struktur von oben nach unten wenig Abweichungen zu. Hier sind rechenhafte Ergebnisse gewollt.
Im Unterschied zum 7-S-Modell (McKinsey) betrachtet das SGMM nicht nur das Unternehmen, sondern auch sein Umfeld und seine Anspruchsgruppen. Demgegenüber richtet 7-S den Blick nur auf das Unternehmen, gewichtet alle Einflussfaktoren (deren Auswahl nicht weiter begründet wird) gleich und unterscheidet die verschiedenen Prozesstypen (primäre, sekundäre usw.) nicht hinreichend.

## Die 4. Generation des St. Galler Management-Modells
2014 kam der aktuelle Stand des Modells unter dem Namen Das St. Galler Management-Modell der 4. Generation mit drei Auflösungsebenen heraus. Entwickelt wurde diese neue Generation von Johannes Rüegg-Stürm und Simon Grand. Die 4. Generation des St. Galler Management-Modells konzipiert Management als reflexive Gestaltungspraxis und hat zum Ziel, gemeinsame Reflexionsprozesse unternehmerischer Aufgaben und Herausforderungen zu unterstützen. Es möchte ein Arbeitsinstrument sein für eine vertiefende geistige Auseinandersetzung mit Management und versteht sich auch als Einladung, die aktuelle Management-Praxis kritisch zu hinterfragen, alternative Sichtweisen zu entwickeln und neue Handlungsspielräume für die arbeitsteilige Wertschöpfung und deren Weiterentwicklung im eigenen Verantwortungsbereich zu entdecken.
Das Modell der 4. Generation arbeitet mit Visualisierungen unterschiedlicher Ebenen der Modellbildung (Zooming-in und Zooming-out) und geht damit den von den früheren Generationen eingeschlagenen Weg der dialogischen Vermittlung weiter.

### Umwelt, Organisation, Management
Das St. Galler Management-Modell der 4. Generation begreift das Zusammenspiel von Umwelt, Organisation und Management als Kommunikationsprozess. Die Umwelt bildet einen Raum von Möglichkeiten und Erwartungen, den eine Organisation immer wieder neu auf unternehmerische Weise erschließen muss. Organisationen sind Wertschöpfungssysteme, die durch Arbeitsteiligkeit, Spezialisierung und Verteiltheit gekennzeichnet sind. Management ist eine reflexive Gestaltungspraxis und trägt dazu bei, dass sich die Organisation im Zusammenspiel (in der Ko-Evolution) mit einer dynamischen Umwelt erfolgreich weiterentwickeln kann. Management begreift das Modell dabei weder als eine Institution (als „das“ Management einer Unternehmung), noch als das, was einzelne Manager an individuellen Handlungen vollziehen. Vielmehr entfaltet Management seine Wirkung aus dem Zusammenspiel vielfältiger kollektiver Praktiken, die vor allem auf die Schaffung förderlicher Kommunikationsbedingungen und auf das Treffen wirksamer Entscheidungen ausgerichtet sind.

## Die aktualisierte Version des St. Galler Management-Modells
2020 kam eine aktualisierte Version des St. Galler Management-Modells heraus. Es ergänzt das wissenschaftliche Grundlagenwerk über die 4. Generation von 2017 und entwickelt die intellektuelle Tradition mit Bezug auf die Neuere Systemtheorie und die Praxistheorie systematisch weiter.
Die in der 4. Generation angewandte rein kommunikationszentrierte Sicht wird wieder verlassen. In einer Aufgabenperspektive wird aus Sicht der traditionellen BWL die fachinhaltlich zweckmäßige Bearbeitung von Aufgaben und Problemen der Wertschöpfung dargelegt; in einer Praxisperspektive werden dann wesentliche Voraussetzungen für wirksames und verantwortungsbewusstes Management behandelt. Hierzu wird auf Facetten der Praxistheorie und der modernen Systemtheorie Bezug genommen.
Management wird nach wie vor als reflexive Gestaltungspraxis gesehen; in kommunikativen Aushandlungsprozessen gilt es, mit einer Reflexionssprache (wie sie das SGMM beispielhaft darstellt) gemeinsam über aktuelle und potentielle Chancen und Risiken der zu verantwortenden, verteilten Wertschöpfungsprozesse zu reflektieren. Anvisiert wird eine „dynamische Stabilität“ der Weiterentwicklung interner arbeitsteiliger Wertschöpfungsprozesse mit evolutionären und revolutionären Phasen.
Der fortgeführte Weg der dialogischen Weiterentwicklung der Erkenntnisse durch das integrative Zusammenführen von theoretischer Forschung, empirischer Prüfung und anwendungsorientierter Erfahrung führte zu einer didaktisch stark optimierten Aufbereitung der Erkenntnisse, die nun inhaltlich und sprachlich sehr viel anschlussfähiger an die tradierte BWL ist.

## Kritik

### Praxis
Schon die 2. Generation des Modells zog Kritik auf sich wegen ihrer Theorielastigkeit – „Theorielastig statt praxisnah“. In der Praxis sei auch darum das Model kaum relevant, so Unternehmerstimmen, solange sie das Model überhaupt beachten.

### Theorie
Helmut Kasper, Wolfgang Mayrhofer und Michael Meyer von der Wirtschaftsuniversität Wien kritisieren, dass im Zentrum des St. Galler Management-Modells der 3. Generation nach wie vor Personen mit ihrer individuellen Verantwortung stehen, d. h. die Rolle der einzelnen Führungskraft werde überbetont. Dieses Bild eines technokratischen Lenkers von außen ersetzen sie durch die Betrachtung von Beziehungen, Relationen und Zusammenhängen zwischen Kommunikationen.
Auch Dirk Baecker kritisiert in seiner Theorie des postheroischen Managements die Überbetonung der individuellen Verantwortung und der strikten inhaltlichen Vorgaben durch die Führungskräfte. Der Manager habe demgegenüber sogar Unsicherheit in die Organisation einzuführen, indem er auf die offene Zukunft verweise. Auch die letzten Fassungen des Modells berücksichtigen den Aspekt der Humanressourcenentwicklung nur am Rande.
Der Anspruch, dass das NSGMM eine Verschränkung von objektiver und subjektiver Perspektive durch Betonung der jeweiligen Wirklichkeitskonstruktion der Akteure im Sinne des Sozialkonstruktivismus ermögliche, ist in der Praxis extrem schwer einzulösen. Allerdings erhebt das NSGMM auch nicht den Anspruch, rezepthafte Lösungen zu bieten.
Anzumerken ist auch, dass es das eine allgemeingültige St. Galler Management-Modell nicht gibt. Zwischen den biokybernetisch beeinflussten Interpretationen der Malik-Schule und der sozialkonstruktivistischen, aber praxisnäher formulierten Perspektive von Rüegg-Stürm, die von der kritischen Auflösung verfestigter Denkvorstellungen über Management ausgeht, bestehen nur geringe Gemeinsamkeiten.